# سد شیبویا
سد شیبویا (به لاتین: Shuibuya Dam) یک سد خاکی و نیروگاه برقابی در چین است که در هوبئی واقع شده‌است.